# 老鳳祥

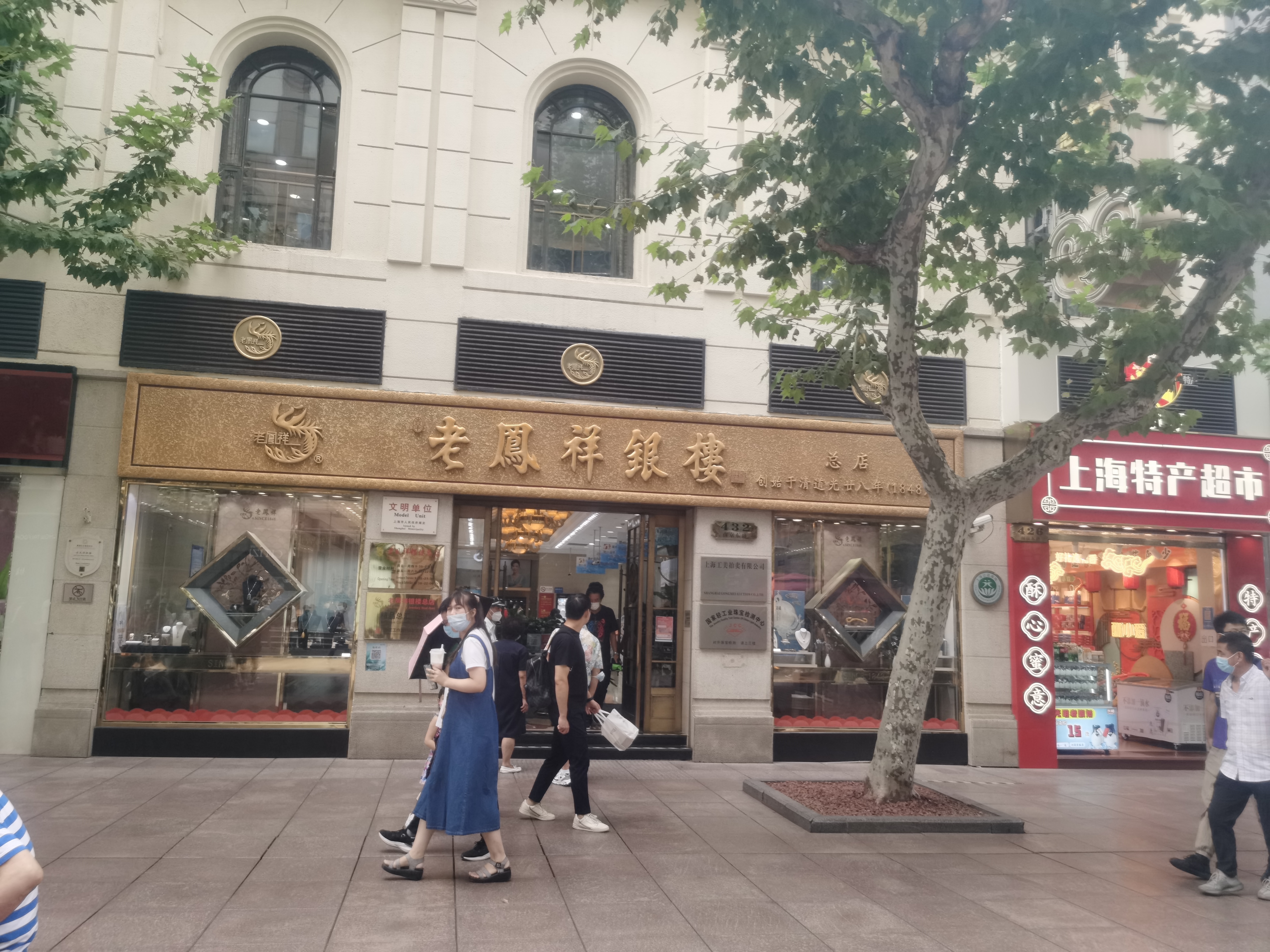
位于上海南京东路432号的老凤祥银楼总店

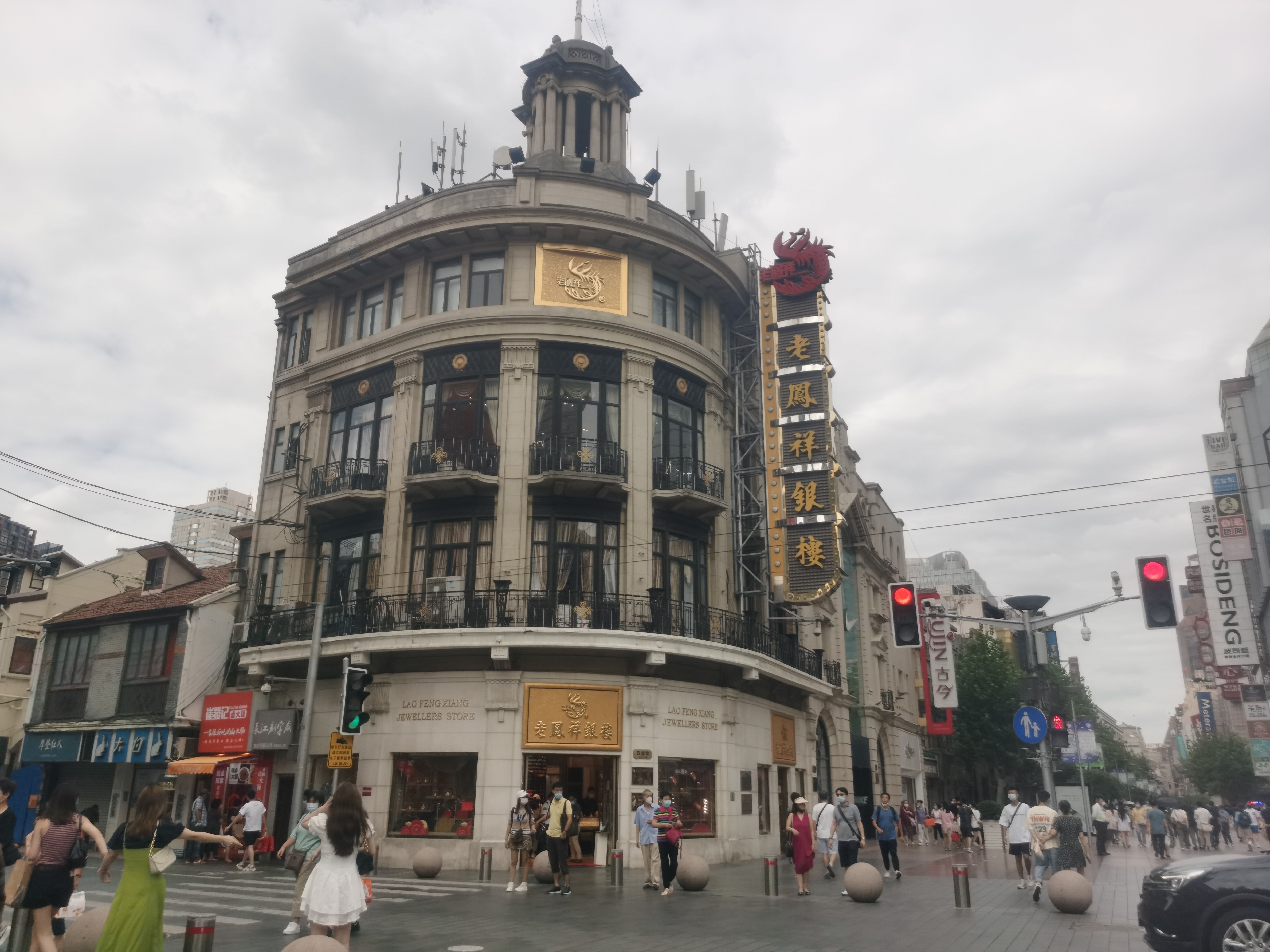
位于上海南京东路522号的老凤祥银楼

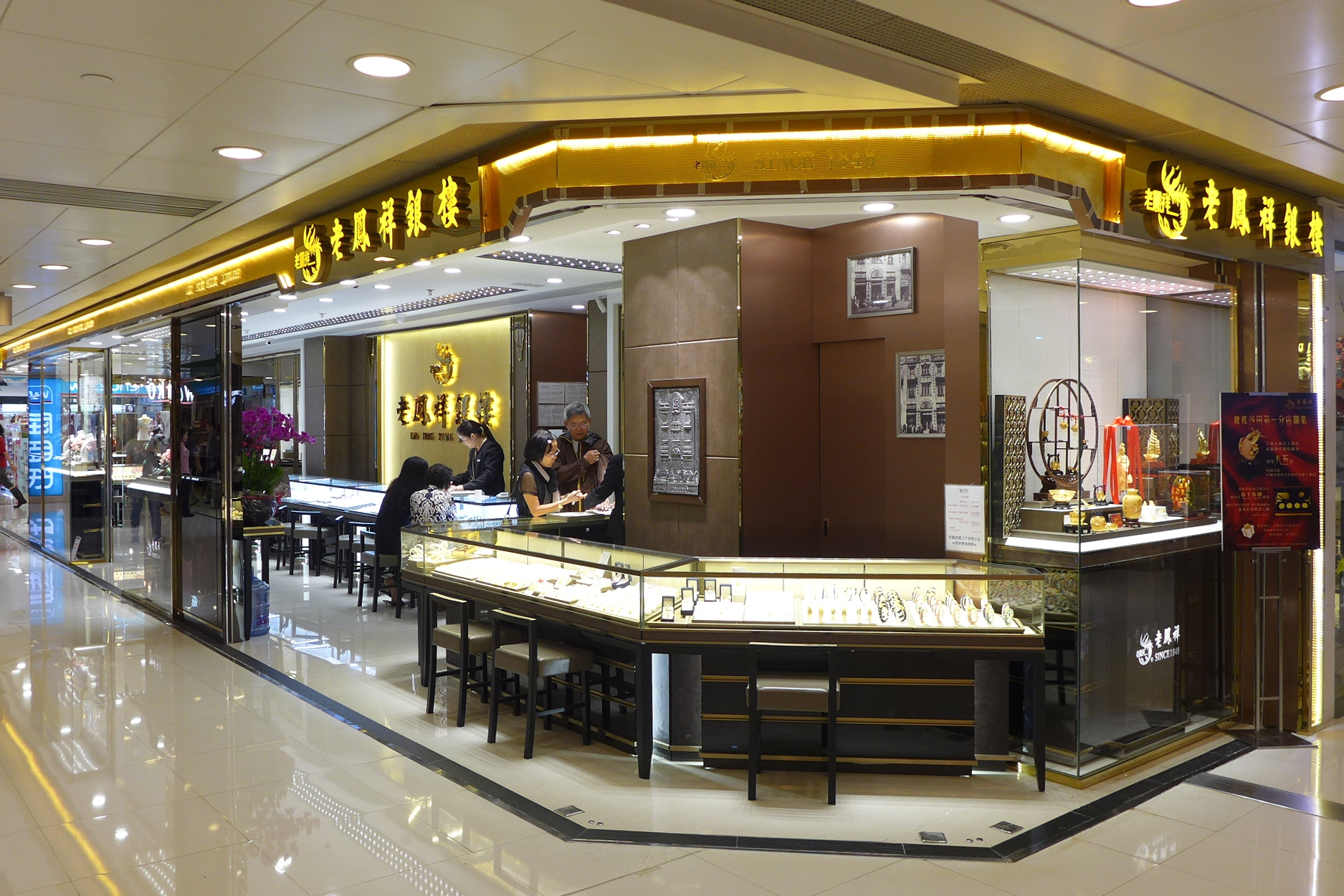
位于香港沙田廣場的老凤祥银楼

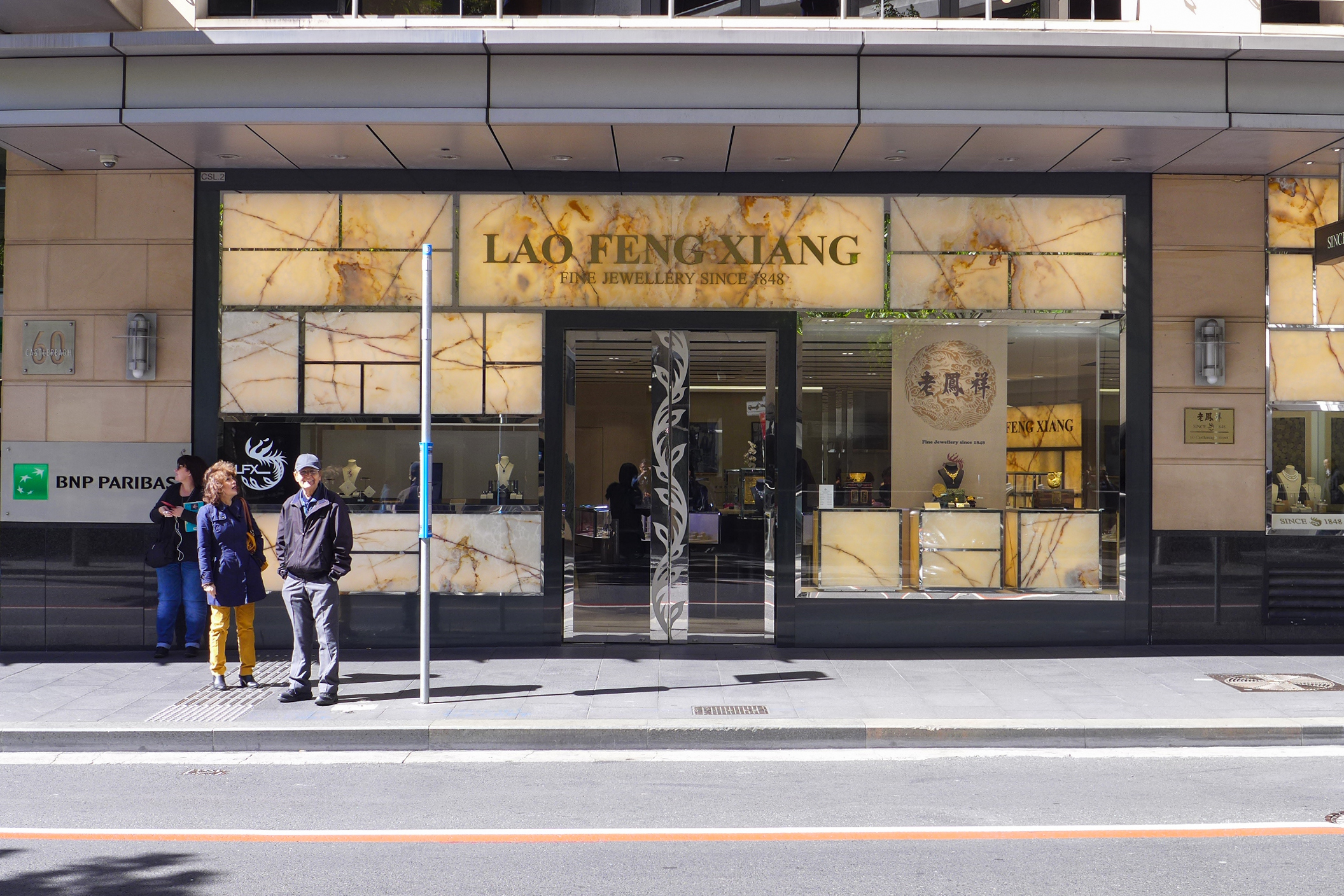
位于澳洲悉尼的老凤祥

老凤祥股份有限公司（英語：Lao Feng Xiang Company Limited；簡稱：老鳳祥；上交所：600612/900905，简称：老凤祥/老凤祥B），是中国的一家珠寶首飾公司，前身为在1935年（民国24年）创立的中国标准国货铅笔厂股份有限公司（后改为中国第一铅笔股份有限公司）。1998年，第一铅笔公司收购创立于1848年的上海老凤祥银楼，并于2009年将公司名称改为老凤祥股份有限公司。

## 发展历程

### 早期
1934年（民国23年）7月7日，从日本回国的吴羹梅等人在上海准备用五万元的资本金开办一家铅笔企业。1935年（民国24年）10月8日，“中国标准国货铅笔厂股份有限公司”在斜徐路正式创立。1936年（民国25年），注册了“鼎”牌（28768）和“飞机”牌（28787）商标。1937年（民国26年），随着“第二次中日战争”的爆发，工厂被搬迁到了武汉，宜昌和重庆等地。1942年（民国31年），更名为了“中国标准铅笔厂股份有限公司”（中铅公司），到“第二次世界大战”结束时生产了约5141.4万支产品。为了顺应当时的时代背景，早期出厂的铅笔笔身上还印有了“中国人用中国铅笔”八个字。1946年，公司重新被搬回了上海，但是因为随后几年严重的通货膨胀使得业绩逐渐下滑。

### 扩张
1949年9月，几套制造设备被送到黑龙江省的“公私合营哈尔滨企业公司”，合资成立了“公私合营哈尔滨中国标准铅笔公司”。1950年7月，成为“公私合营”企业。1954年3月，推出“中华牌”101绘图铅笔。1954年10月，重新改名为“公私合营中国铅笔公司一厂”。1955年6月，改名为“公私合营中国铅笔一厂”（中铅一厂）。1956年1月，合并“公私合营中国铅笔三厂”（原“长城铅笔厂”）与“五华五金文具制造厂”等公司。1958年，虽然从日本和西德等地开始进口制造设备，但是这段时期产品的质量和业绩都不太稳定。1965年，工厂生产了超过3.23亿支铅笔。1966年，随着“文化大革命”的开始，生产结构受到严重影响。1979年，“中铅一厂”开始了自己的重建过程。1984年，基本恢复了生产规模并获得了“年度局级文明单位”。1986年，为了适应全新的市场氛围开始了业务变革。1990年，成为了“国家一级企业”。1992年8月，在“国退民进”的浪潮中开始吸收外资成立“中国第一铅笔股份有限公司”并上市。1998年，“第一铅笔”收购“上海老凤祥有限公司”超过一半的股权，逐渐开始进入了金银首饰领域。2007年9月，“第一铅笔”在“上海证券交易所”的名字改为“中国铅笔”。2009年8月10日，又更名为“老凤祥”，而原来的“中铅B股”成为“老凤祥B”，下属全资子公司“上海福斯特笔业有限公司”則更名为 “中国第一铅笔有限公司”。目前铅笔与文具的销售只占其年收入的百分之三。
2015年，老鳳祥在香港開設了三間分店，分別位於尖沙嘴、旺角、上水等。但業績顯示香港業務全年虧損近1,700萬元（人民幣．下同，約2,000萬港元）。不過公司指會繼續擴張，爭取年內再開三間至五間分店。當中包括沙田。

## 产品
- 老凤祥银楼（金饰品）
- 中华牌铅笔
- 长城牌
- 石墨铅笔
- 彩色铅笔
- 活动铅笔
- “古雷马”削笔器
- “好学生”橡皮等
- “爱丽丝”系列化妆笔